# Ernesto Francisco de Lima Santos
Ernesto Francisco de Lima Santos (Bahia, 13 de outubro de 1835 — Rio de Janeiro, 29 de fevereiro de 1902) foi um político brasileiro.
Bacharel pela Faculdade de Direito do Recife em 1858.
Foi nomeado presidente da província de Santa Catarina por carta imperial de 4 de março de 1882. Exerceu o cargo de 5 de abril a 30 de junho de 1882, devolvendo-o ao mesmo vice-presidente que o empossou, Joaquim Augusto do Livramento, que completou o mandato até 6 de setembro de 1882.